# کیم سو جین (بازیگر، زاده ۱۹۷۹)
کیم سو جین (کره‌ای: 김소진؛ زادهٔ ۱۲ دسامبر ۱۹۷۹) بازیگر اهل کره جنوبی است.